# Граници на Гърция
Границите на Гърция от лондонския протокол от 22 март 1829 г. до присъединяването на Додеканезите са изменяни девет пъти, а териториалните ѝ разширения са седем. 

## Първоначална визия
Има три идейни проекта:
1. земите до Термопилите с всички егейски острови – според Панайотис Кодрикас
2. територията на Гърция трябва да включва Тесалия и Епир, като изходни пунктове за Македония и Албания съответно – според Атанасиос Псалидас
3. земите до Олимп, но без Епир – според Александрос Маврокордатос [2]

## Конференцията в Порос
Конференцията в Порос през 1828 г., непосредствено след битката при Наварин, има за основна задача да очертае бъдещите граници на гръцката държава. Йоан Каподистрия представя два плана за сухопътна граница:
1. Волос – Селадес до Компоти, което е на около 5 km югоизточно от Арта и на 3,5 km северно от амбракийския залив
2. Бистрица – Мецово – Йонийско море [3]

Англичаните се противопоставят остро за границата в Западна Гърция. 

## Решенията в Лондон
На 22 март 1829 г. в Лондон се подписва протокол, според който сухопътната граница (с Османската империя на север се установява на линията Арта - Волос. Гърция ще включва още Пелопонес, Евбея и Цикладските острови.
Последвалият лондонски протокол (1830) обаче, връща сухопътната граница на линията Аспропотаму - Зейтуни, т.е. тя започва от устието на Аспропотаму откъдето следва фарватера до езерата, Ангелокастро, Врахори и Саровица (Σαυροβίτσας) и от тях до Артотина. От Артотина следва билото на Оксас (Άξου; Вардусия), долината на Калури (Κοτούρης; Морнос) и по гребена на Ета достига до залива на Зейтун. Към Гърция се придават остров Негропонте, Дяволските острови, Цикладските острови и остров Аморгос. 

На 21 юли 1832 г. е сключен и Константинополския договор, потвърден на Лондонската конференция, който установява новата сухопътна граница на Кралство Гърция окончателно на линията Арта - Волос, понеже съгласно чл. 5 (артикул 5) от конвенцията от 5 май 1832 г.: 
| „ | Границите на гръцката държава ще бъдат окончателно определени при преговорите, които дворовете на Великобритания, Франция и Русия неотдавна откриха с Османската порта в съответствие с протокола от 26 септември 1831 г. | “ |

## Присъединяване на Йонийските острови
По силата на договор от Лондон, с помощта на Британската империя, Гърция получава Йонийските острови на 29 март 1864 г. 

## Присъединяване на Тесалия и Арта
Поддръжник на гръцката външна политика за запазване на добри отношения с Османската империя е Харилаос Трикупис. Трикупис ръководи създаването и организирането на бойни чети за нахлуване на север отвъд гръко-османската граница Арта – Волос. Тази политическа линия се поддържа и от гръцкия крал Георгиос I. Кралят проявява политически реализъм и е готов да приеме нова северна граница на Гърция на линията по реките Каламас и Саламврия. 
На Берлинския конгрес, Гърция настоява да получи териториално разширение на север от Високата порта – нова сухоземна граница до линията по реките Каламас и Саламврия.
Високата порта се опитва да отклони гръцките териториални претенции към Крит след поредното критско въстание (1878). По силата на поредния Цариградски договор (1881) се стига до присъединяване на Тесалия и Арта към Гърция.
След загубената първа гръцко-турска война, северната гръцка граница в Тесалия търпи леки корекции за сметка на победителя.

## Присъединяване на Егейска Македония, Самос и Крит
След двете успешни за страната балкански войни, Гърция присъединява към територията си т.н. Егейска Македония с Кавала и Южен Епир. По силата на Букурещкия договор Гърция присъединява самостоятелните княжество Самос и критска Полития.

## Териториални придобивки от ПСВ
Гърция встъпва в ПСВ на страната на Антантата и се нарежда сред страните-победителки в световния военен конфликт. По силата на Севърския договор Гърция получава до провеждането на плебисцит областта на Смирна в Мала Азия, както Западна и Източна Тракия, Имброс и Тенедос. Въпреки това, Гърция започва втора гръцко-турска война, завършила с малоазийска катастрофа. Независимо от катастрофата, Гърция се уголемява с областта на Западна Тракия, за сметка на България.

## Териториални придобивки от ВСВ
През април и май 1941 г. цялата територия на Гърция е окупирана от силите на Оста. Въпреки това, Гърция се нарежда отново на страната на победителките от войната, в резултат от което получава Додеканезите през 1947 г.
Отстъпката е за сметка на Италия по силата на Парижкия мирен договор, обаче на конференцията гръцките представители имат и териториални претенции към България и Албания (съответно за Родопите и Северен Епир – досами Пловдив и Валона), които обаче остават без уважение заради съветската позиция и сключеното процентно споразумение.